# Évans
Évans là một xã của tỉnh Jura, thuộc vùng Franche-Comté, miền đông nước Pháp.